# Svensknøgle
En svensknøgle, skruenøgle eller skiftenøgle. Det er et stykke spændeværktøj til firkantede og sekskantede bolthoveder og møtrikker. Fordelen ved en skiftenøgle frem for en fastnøgle er, at dens to parallelle kæber kan stilles til den rigtige indbyrdes afstand ved hjælp af en stilleskrue. Til gengæld griber den 'kun' fast i to parallelle flader / hjørner, hvorimod en fastnøgle / topnøgle (sekskantet eller tolvkantet) griber fast i seks hjørner, og giver dermed et mere sikkert greb, og er derved ikke så tilbøjelig til at ødelægge en fastsiddende møtrik. Da nøglen blev opfundet, var størrelsen af bolthoveder og møtrikker endnu ikke standardiseret, hvorfor man kun vanskeligt kunne anvende faste nøgler.
Nøglen er udviklet i Sverige, og patenteret af landsbysmeden J. P. Johansson i 1892. Den er ofte blevet benævnt bahconøgle, der egentlig er et handelsnavn, fordi det svenske værktøjsfirma Bahco har produceret den i mange år i en god kvalitet. Ifølge Bahcos egne oplysninger er nøglen produceret i mere end 100.000.000 eksemplarer.

Visse fabrikater har et "krokodillegab", en trekantet åbning med en glat og en tandet side i enden af håndtaget. I Bahcos katalog over skiftenøgler er begge sider af gabet tandet (type 31), og nøglen kan derfor også anvendes som rørtang. På en anden af Bahcos varianter (type 10) er skiftenøglens håndtag udformet som et dækjern. 
Moderne skiftenøgler er ofte udstyret med måleskala på den bevægelige kæbe.
Svensknøglen er langt den mest populære skiftenøgle i Danmark, hvor den fuldstændigt har fortrængt den engelske type, den såkaldte engelsknøgle, udviklet af E. B. Budding. 
På spansk og fransk kender man kun udtrykket engelsk nøgle, også kaldt engelsknøgle. Ligeledes i Tyskland, hvor den benævnes Engländer. I Tyskland hentyder navnet Engländer nu både til svensknøgle og engelsknøgle.

## Håndtering
En skiftenøgle kan godt vendes forkert. Skal man lægge kræfter i, skal den 'løse' kæbe vende fremad, så den bliver presset ind mod sit anlæg. Vendes nøglen omvendt, vil den løse kæbe efterhånden blive løsere og løsere. Således skal den illustrerede svensknøgle altså drejes med uret som den vises til højre. 
Mange billige udgaver af svensknøglen (kopier af Bahco?) har stilleskruen gående den 'forkerte' vej, hvorved man løsner grebet om møtrikken, når man vil spænde den sammen.